# Матирование стекла
Матирование стекла — технология создания матовой поверхности, придание шероховатости и непрозрачности (операция, противоположная полировке). При помощи матирования можно создавать матовый рисунок на поверхности стекла.
Технологию матирования стекла широко используют при производстве стеклянной и керамической посуды, элементов декора, бижутерии, сувенирной продукции, стеклянной мебели и самых разнообразных прочих стеклянных изделий.
Способы матирования стекла можно разделить на пять групп:
- матирование механической обработкой;
- химические способы;
- нанесение матовых обжиговых покрытий;
- нанесение матовых лако-красочных покрытий;
- матирование другими способами.

## Механическая обработка
Наиболее распространены способы механического получения матовой поверхности стекла. Это гравировка, гранение, шлифование и пескоструйная обработка стекла. В любом из этих способов поверхностный слой стекла снимается воздействием абразивного материала.

### Пескоструйная обработка

#### Преимущества
- Подбором давления воздуха и зернистости песка можно получить различную степень сплошной матировки;
- Можно создавать на стекле глубокие рельефные рисунки с разной тонировкой и интенсивностью белизны;
- Удобно матировать большие площади.

#### Недостатки
- Требуется недешёвый пескоструйный аппарат, в состав которого входят компрессор высокого давления, ресивер, без которого сильно снижается производительность пескоструйного пистолета;
- Требуется песок или другой абразив, к которым предъявляются довольно жесткие требования. Песчинки должны быть очень мелкими и однородными по размеру, не должно быть крупных тяжелых частиц и других посторонних включений они могут испортить стекло, оставляя на нем весьма заметные повреждения в виде глубоких точечных сколов);
- Большие затраты электроэнергии (потребляемая мощность пескоструйного аппарата 3,5 — 4 кВт). Как правило, требуется подключение к трехфазной сети 380 В. Аппараты, рассчитанные на бытовую сеть, маломощны (низкое давление и объём ресивера), что сильно увеличивает время обработки одного изделия;
- Необходимо оборудование вертикально-ориентированного стенда, на котором размещаются и фиксируются обрабатываемые изделия;
- Образование большого количества пыли, необходимость использования средств защиты (например, пылезащитного комбинезона);
- Применимость, в основном, для плоских изделий (зеркал или мебельных стекол). Для изделий сложной формы (бокалы, вазы и т.п.) возникают проблемы с фиксацией обработкой.

## Химические способы матирования
Существует множество химических составов для матовой протравы стекла, большинство которых в качестве основного действующего вещества содержит плавиковую кислоту или ее сухой заменитель гидрофторид аммония. Эти составы позволяют получить наивысшее качество матовой поверхности стекла. Также существует довольно широкий ассортимент средства матирования стекла (пасты и т.п.) без плавиковой кислоты и других опасных веществ с качеством матирования, не уступающим другим способам. Такие матирующие пасты подразделяются на пасты, которые наносятся толстым слоем через самоклеящийся трафарет, и пасты, наносимые на стекло методом шелкотрафаретной печати. Матирование стекла методом шелкотрафаретной печати.

## Нанесение матовых обжиговых покрытий
Один из способов получения матового слоя на стекле — это нанесение специального покрытия с последующим обжигом в печи. Однако в этом случае поверхность оказывается не такой гладкой, как при настоящем травлении.
Недостаток способа — сравнительно высокая стоимость обжиговых печей, имеющих к тому же внушительные габариты и высокий уровень энергопотребления и, как следствие, невозможность применения этого способа в домашних условиях. Преимущество — не используются вредные химические реактивы.

## Нанесение матовых лако-красочных покрытий
Эффект матирования возникает и при нанесении на поверхность стекла белых и полупрозрачных органических лаков, красок и полимерных композиций на основе полиуретана.

### Преимущества
- Этот метод значительно проще пескоструйной обработки;

### Недостатки
- Значительная стоимость расходных материалов, повышающая стоимость конечного изделия;
- Необходимость очень тщательного нанесения для исключения подтеков и мазков;
- Требуется оборудование для сушки (сушильная камера);
- Сравнительная недолговечность получаемого покрытия (нанесённый слой со временем стирается).

## Матирование другими способами
Оригинальный эффект возникает при обработке стекла лазерным излучением. При этом способе матирования появляется возможность выдержать самые тонкие элементы макета (толщина линий до 0,1 мм). Технология используется в современных однообъективных зеркальных фотоаппаратах для изготовления мелкозернистых фокусировочных экранов. Впервые такой экран выпущен в Японии в 1981 году для фотоаппарата «Canon New F-1».
Есть сведения и о матировании стекла детонационным способом и методом плазменного напыления металлов, при котором микрокапли расплавленного металла сильно разогревают стекло в точке контакта. В результате такого термоудара в поверхностном слое стекла появляются микротрещины и микросколы, которые образуют матовые области. Эти способы матирования не получили широкого распространения ввиду сложности процесса и значительной стоимости оборудования.